# ヴァルデマール・アントン
ヴァルデマール・アントン（Waldemar Anton, 1996年7月20日 - ）は、ウズベキスタン・アルマリク出身のドイツ国籍のサッカー選手。ボルシア・ドルトムント所属。ドイツ代表。ポジションはディフェンダー。

## 経歴

### クラブ
ドイツ人の両親を持ち、ウズベキスタンで生まれた。
2015-16シーズンからハノーファー96のトップチームに参加。翌シーズンには2. ブンデスリーガで31試合に出場して躍進した。
2回目の挑戦となった1部の開幕戦では、それまでのセンターバックでの起用ではなく、ボランチとして出場した。
2020年7月28日、VfBシュトゥットガルトへ2024年6月までの4年契約で完全移籍したことが発表された。
2023-24シーズンより、前キャプテン遠藤航の移籍により、VfBシュッツトガルトのキャプテンに就任した。
2024年7月9日、ボルシア・ドルトムントへ完全移籍することが発表された。

### 代表
2024年3月14日、オランダ代表、フランス代表との国際親善試合に臨むドイツ代表のメンバーに初招集された。2024年3月26日、フランス戦で代表デビュー。
2024年 、UEFA EURO 2024に出場するドイツ代表メンバーに選出された。